# Communauté de communes Les Villages de la Forêt
Die Communauté de communes Les Villages de la Forêt ist ein ehemaliger französischer Gemeindeverband mit der Rechtsform einer Communauté de communes im Département Cher in der Region Centre-Val de Loire. Sie wurde am 31. Dezember 1998 gegründet und umfasste fünf Gemeinden. Der Verwaltungssitz befand sich in der Gemeinde Neuvy-sur-Barangeon.
Alternative Schreibweisen:
- Communauté de communes les Villages de la Forêt bzw.
- Communauté de communes des Villages de la Forêt

## Historische Entwicklung
Der Gemeindeverband fusionierte mit der Communauté de communes Vierzon-Sologne-Berry, um am 1. Januar 2020 den neuen Gemeindeverband Communauté de communes Vierzon-Sologne-Berry et Villages de la Forêt zu bilden.

## Ehemalige Mitgliedsgemeinden
1. Nançay
2. Neuvy-sur-Barangeon
3. Saint-Laurent
4. Vignoux-sur-Barangeon
5. Vouzeron